# Eriopyga lodebar
Eriopyga lodebar är en fjärilsart som beskrevs av Druce. Eriopyga lodebar ingår i släktet Eriopyga och familjen nattflyn. Inga underarter finns listade i Catalogue of Life.